# Pierre Lefebvre (homme politique du Nord)
Pour les articles homonymes, voir Pierre Lefebvre et Lefebvre.
Pierre Lefebvre, né le 11 septembre 1938 à Escaudain (Nord), est un homme politique et syndicaliste français. Membre du Parti communiste français, il a été conseiller général du canton de Douai-Sud et sénateur du Nord.

## Biographie
Pierre Lefebvre commence sa carrière syndicale à la SNCF où il travaille comme cadre et milite en parallèle à la CGT. De 1962 à 1969, il est secrétaire du syndicat CGT des cheminots de Douai ; puis de 1966 à 1970, il est secrétaire du secteur de Douai et est membre du conseil national de la Fédération CGT.
Il est élu conseiller général du canton de Douai-Sud lors des cantonales de 1985 et est réélu en 1992, et 1998.
Il figure en 3e position non-éligible sur la liste menée par Ivan Renar lors des sénatoriales de 1992,,.
Il est battu lors des élections législatives de 1988, 1993 et 1997 dans la dix-septième circonscription du Nord,,.
À la suite de la nomination de Michelle Demessine au gouvernement Jospin, il devient sénateur du Nord,. Il est vice-président de la commission des affaires économiques.

## Détail des fonctions et des mandats
Mandat parlementaire
- 20 juin 1997 - 30 septembre 2001 : Sénateur du Nord